# Giovanni Patrizi
Giovanni Patrizi (ur. 24 grudnia 1658 w Rzymie, zm. 31 lipca 1727 w Ferrarze) – włoski kardynał.

## Życiorys
Urodził się 24 grudnia 1658 roku w Rzymie, jako syn Patrizia Patriziego i Virginii Corsini. Studiował na Uniwersytecie Sieneńskim, gdzie uzyskał doktoraty z filozofii i teologii. Następnie został referendarzem Trybunału Obojga Sygnatur i klerykiem Kamery Apostolskiej. 29 stycznia 1702 roku przyjął święcenia diakonatu, a 2 lutego – prezbiteratu. Cztery dni później został tytularnym arcybiskupem Silifke, a 18 lutego przyjął sakrę. Jednocześnie został mianowany nuncjuszem w Neapolu. W tym samym roku został również asystentem Tronu Papieskiego i administratorem diecezji Neapolu. 16 grudnia 1715 roku został kreowany kardynałem prezbiterem i otrzymał kościół tytularny Santi Quattro Coronati. W latach 1718–1721 był legatem w Ferrarze. Zmarł tamże 31 lipca 1727 roku.